# Archipel d'Upernavik
L'archipel d'Upernavik est un archipel situé dans la municipalité de Qaasuitsup, au nord-ouest du Groenland, dans la baie de Baffin. Les villages d'Upernavik, Kullorsuaq, Tasiusaq, Nuussuaq, Upernavik Kujalleq, Kangersuatsiaq, Aappilattoq, Innaarsuit, Naajaat et Nutaarmiut sont situés dans l'archipel. L'économie de l'archipel est dominée par la pêche ; cependant, en dehors d'Upernavik, le revenu moyen est parmi les plus bas du Groenland.

Carte de l'archipel

## Webographie
- (en) The history of Upernavik, Greenland